# Stupid Story
Stupid Story ist ein Comic der deutschen Zeichnerin Anna Hollmann, der von 2008 bis 2012 erschien. Das dreibändige Werk wurde mehrfach ausgezeichnet und ist dem Genre Shōnen-ai zuzuordnen. 

## Inhalt
Der Junge Yanik, der an seiner früheren Schule sehr unbeliebt war, will dies nach einem Schulwechsel ändern. Doch an seinem ersten Schultag küsst ihn der Mädchenschwarm Alan ohne Vorwarnung in aller Öffentlichkeit, um seinen Verehrerinnen zu zeigen, dass sie bei ihm keine Chance haben. Als Yanik auf einer Party in Mädchenkleidung erscheint, weil er dazu gezwungen wurde, trifft er Alan wieder. Dieser hält ihn für ein Mädchen und verliebt sich sofort in ihn. So geraten beide bald in Verwirrung über ihre Gefühle füreinander, versuchen sich immer wieder aus dem Weg zu gehen und kommen sich bald doch näher.

## Veröffentlichung
Die Geschichte wurde von Anna Hollmann ab 2004 zunächst in der Webcommunity von Animexx veröffentlicht. Später erschienen einige Kapitel beim Verlag Schwarzer Turm, bis der erste Band im Taschenbuch-Format im März 2008 von Tokyopop verlegt wurde. Der zweite Band erschien im April 2009, im Juli des gleichen Jahres ein Kalender. Im Juni 2012 erschien der dritte Band. Der Verlag gibt eine Altersempfehlung ab 15 Jahren.

## Rezeption und Auszeichnungen
Alle drei Bände erhielten im jeweiligen Erscheinungsjahr den Sondermann-Preis in der Kategorie „Manga-Eigenpublikation (national)“, außerdem wurde der erste Band mit dem AnimaniA Award für den besten nationalen Manga ausgezeichnet. 
Laut der Frankfurter Rundschau ist es Anna Hollmann mit Stupid Story gelungen, das typisch japanische Genre Shōnen-ai zu adaptieren und auch den Anteil sexueller Aufklärung zu übernehmen. Als Erzählerin gelinge es Hollmann bereits professionell, die Leserinnen in ihr „eigenes Gefühlschaos“ eintauchen zu lassen, indem sie sich mit den Charakteren identifizieren. Der Spiegel bezeichnet den Comic als einen „Band über superschöne Knaben mit backfischhaft-braver Erotik“.